# Tiefgraben

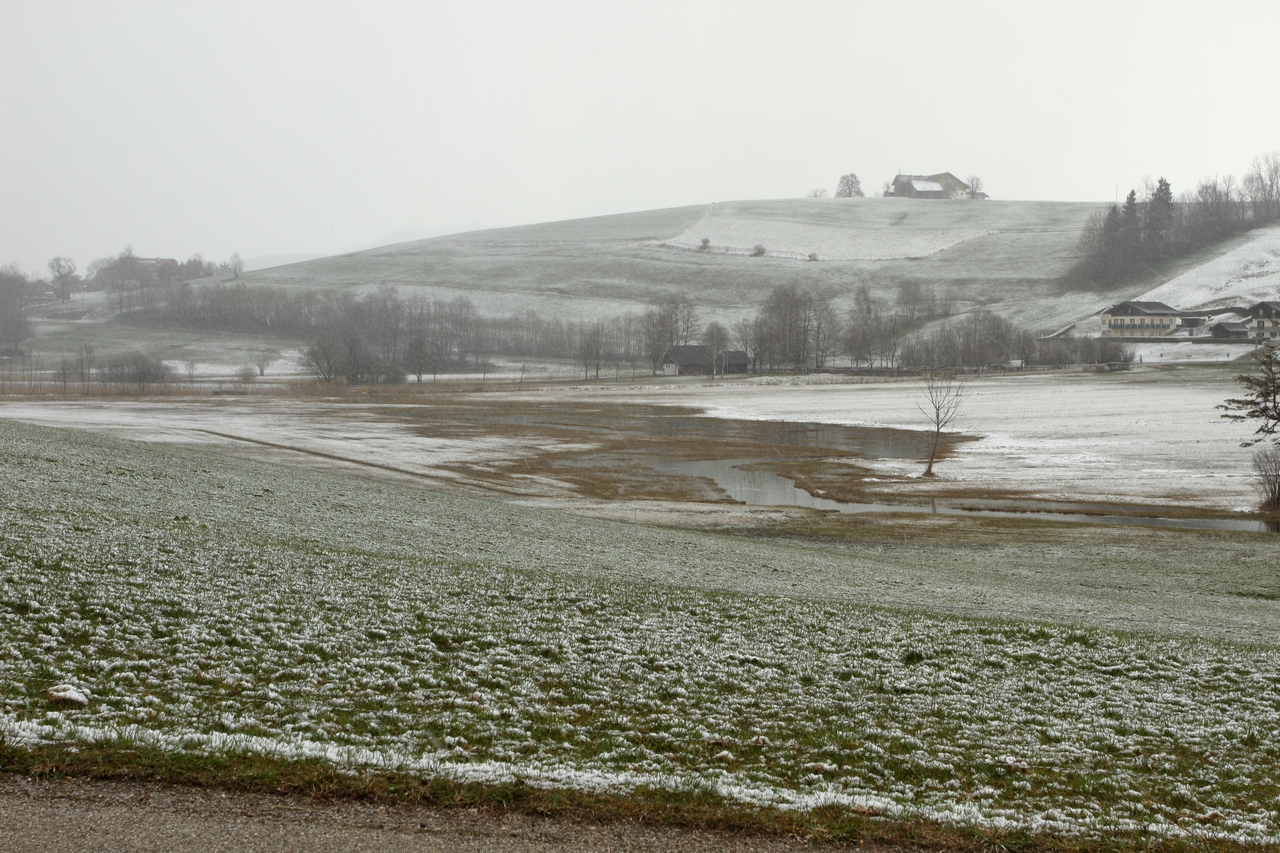
Die Zeller Ache am Irrsee

Tiefgraben ist eine Gemeinde in Oberösterreich im Bezirk Vöcklabruck im Hausruckviertel mit 4189 Einwohnern (Stand 1. Jänner 2025). Die Gemeinde gehörte bis 1. Juli 2013 zum Gerichtsbezirk Mondsee, seither zum Gerichtsbezirk Vöcklabruck.

## Geografie
Das Gemeindegebiet von Tiefgraben umfasst das Flachland zwischen Irrsee und Mondsee und die bewaldeten Berge östlich und westlich davon. Der Irrsee liegt rund 550 Meter über dem Meer, der Mondsee etwa 500 Meter. Die Zeller Ache verbindet die beiden Seen. Der Nordosten entwässert in die Vöckla, das restliche Gebiet über kleine Bäche in die beiden Seen. Die höchsten Erhebungen im Osten sind Saurüssel (956 m), Hochalm (956 m) und Zur Aussicht (1032 m). Im Westen liegen der Hasenkopf (895) und der Kolomansberg (1114 m). In der Mitte der Gemeinde steht der Lackenberg mit 925 Meter Seehöhe. 
Die Ausdehnung beträgt von Nord nach Süd 9,9 km, von West nach Ost 7,8 km. Die Gesamtfläche beträgt 38 Quadratkilometer. Davon ist mehr als die Hälfte bewaldet, vierzig Prozent werden landwirtschaftlich genutzt.

### Gliederung
Das Gemeindegebiet umfasst folgende Ortschaften (in Klammern Einwohnerzahl Stand 1. Jänner 2025):
- Gaisberg (629)
- Guggenberg (670)
- Hof (1350)
- Tiefgraben (1540)

### Nachbargemeinden
| Neumarkt am Wallersee (SL) | Zell am Moos                                | Straß im Attergau       |
| Thalgau (SL)               | Kompassrose, die auf Nachbargemeinden zeigt | Oberwang                |
| St. Lorenz                 | Mondsee                                     | Innerschwand am Mondsee |

## Geschichte
Ursprünglich im Ostteil des Herzogtums Bayern liegend, kam der Ort mit dem Mondseeland nach dem Landshuter Erbfolgekrieg 1506 zum Erzherzogtum Österreich. Noch im selben Jahr verpfändete Kaiser Maximilian das Mondseeland an den Erzbischof von Salzburg. Erst nach 60 Jahren wurde die Rückkaufklausel geltend gemacht und somit kam das Mondseeland 1565 zum Land Österreich ob der Enns. Während der Napoleonischen Kriege war der Ort zwischen 1809 und 1816 nochmal Bayern zugeschlagen.
Seit 1918 gehört der Ort zum Bundesland Oberösterreich. Nach dem Anschluss Österreichs an das Deutsche Reich am 13. März 1938 gehörte der Ort zum Gau Oberdonau. 1945 erfolgte die Wiederherstellung Oberösterreichs.
Am 26. März 2025 wird berichtet, dass die Gemeinden Mondsee und Tiefgraben eine Fusion überlegen.

### Einwohnerentwicklung

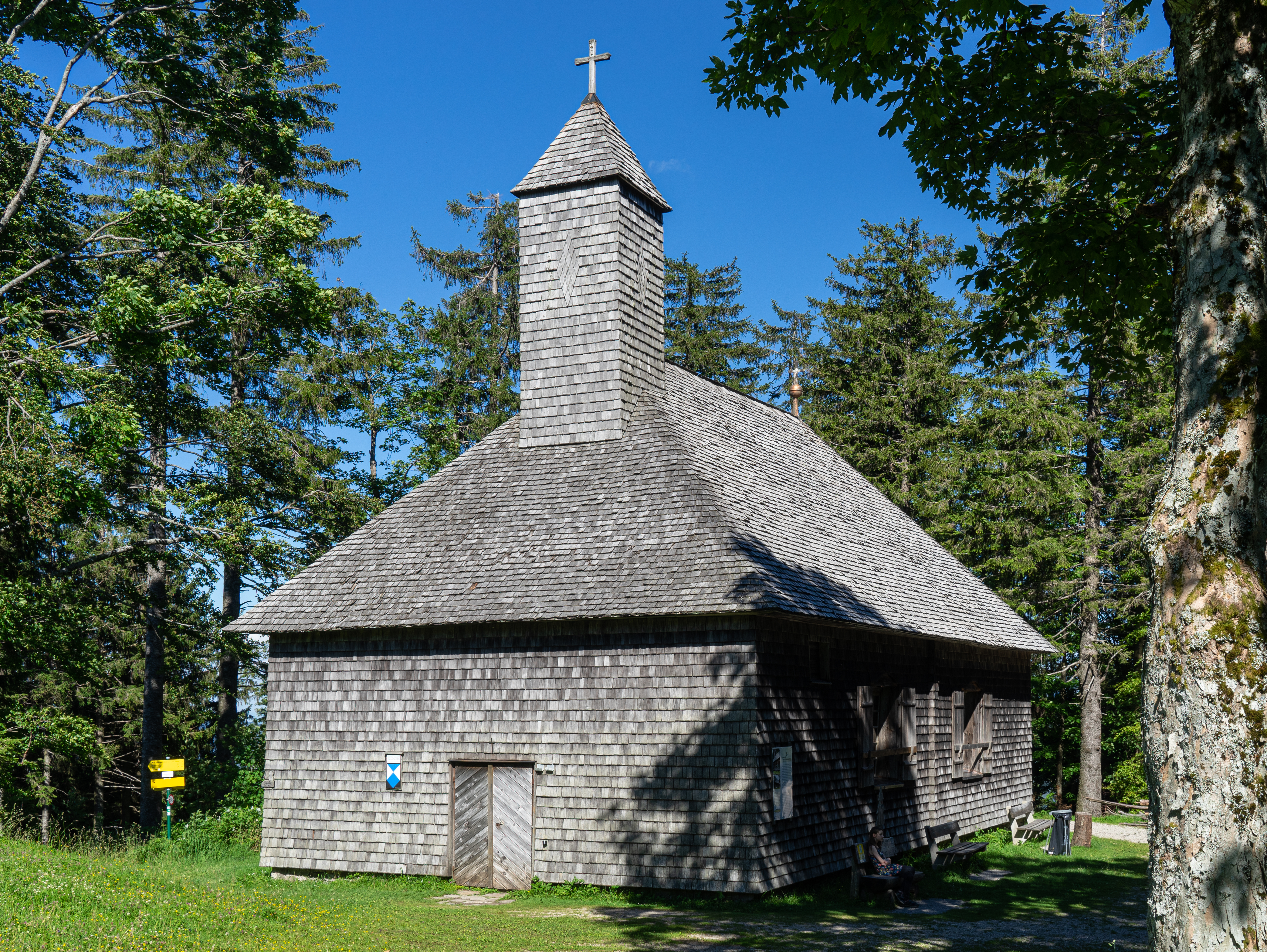
Filialkirche St. Koloman

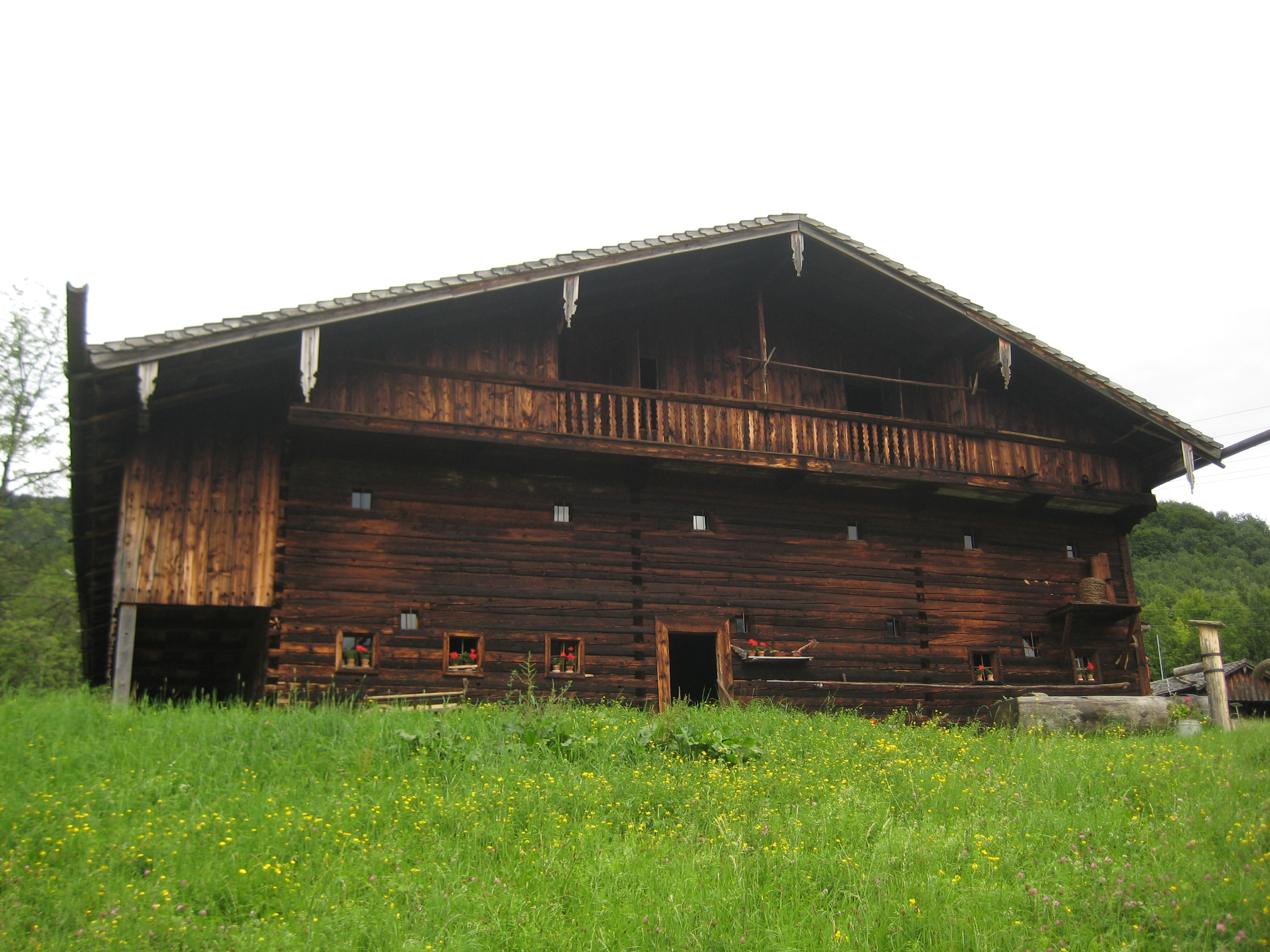
Freilichtmuseum Rauchhaus

## Kultur und Sehenswürdigkeiten
- Filialkirche St. Koloman
- Freilichtmuseum Mondseer Rauchhaus
- Urnenfriedhof Mondsee (gegründet 1928)[5]

## Wirtschaft und Infrastruktur

### Wirtschaftssektoren
Von den 133 landwirtschaftlichen Betrieben des Jahres 2010 wurden 72 im Haupt-, 57 im Nebenerwerb und vier von Personengemeinschaften geführt. Im Produktionssektor arbeiteten 245 Erwerbstätige im Bereich Herstellung von Waren, 141 im Baugewerbe und 21 in der Wasserver- und Abfallentsorgung. Die wichtigsten Arbeitgeber des Dienstleistungssektors waren die Bereiche Handel (213), freiberufliche Dienstleistungen (128) und soziale und öffentliche Dienste (91 Mitarbeiter).
| Wirtschaftssektor            | Anzahl Betriebe | Anzahl Betriebe | Erwerbstätige | Erwerbstätige |
| Wirtschaftssektor            | 2011            | 2001            | 2011          | 2001          |
| ---------------------------- | --------------- | --------------- | ------------- | ------------- |
| Land- und Forstwirtschaft 1) | 133             | 151             | 108           | 142           |
| Produktion                   | 42              | 29              | 407           | 367           |
| Dienstleistung               | 205             | 91              | 589           | 365           |

1) Betriebe mit Fläche in den Jahren 2010 und 1999
| Im Jahr 2011 lebten 1989 Erwerbstätige in Tiefgraben. Davon arbeiteten 481 in der Gemeinde, drei Viertel pendelten aus. Dafür kamen 623 Menschen zur Arbeit nach Tiefgraben. Die Anzahl der Übernachtungen stieg von 58.000 im Jahr 2010 auf 110.000 im Jahr 2019. Tiefgraben ist eine Gemeinde mit einer Saison im Sommer mit der Spitze in Juli und August. | Die zur Anzeige dieser Grafik verwendete Erweiterung wurde dauerhaft deaktiviert. Wir arbeiten aktuell daran, diese und weitere betroffene Grafiken auf ein neues Format umzustellen. (Mehr dazu) |

## Politik

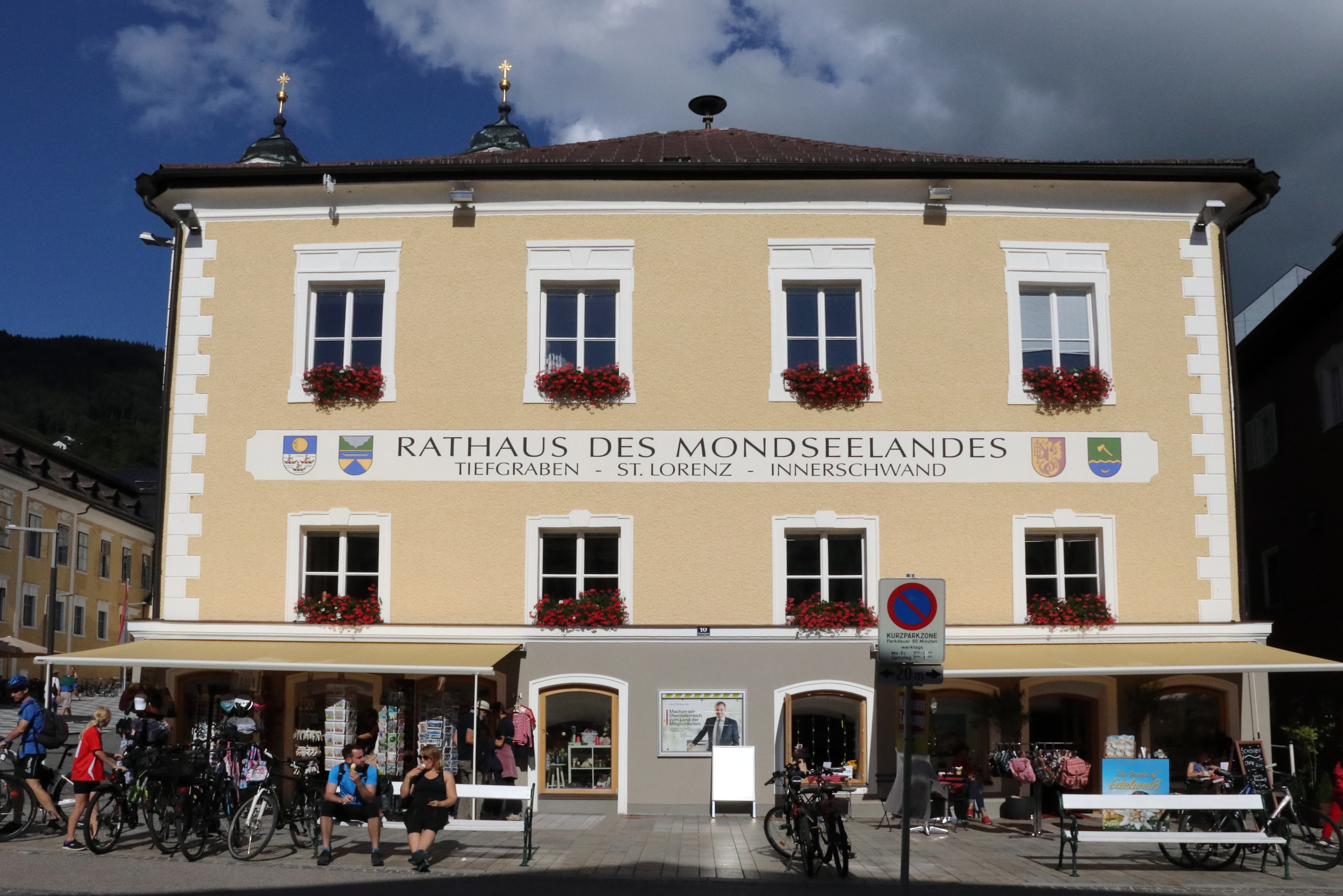
Gemeinsames Rathaus des Mondseelandes der Gemeinden Tiefgraben, St. Lorenz und Innerschwand auf Wredeplatz 2 in Mondsee

Die drei Nachbargemeinden von Mondsee – Innerschwand, St. Lorenz und Tiefgraben – haben ein gemeinsames Gemeindeamt im „Rathaus“ am Wredeplatz in Mondsee (ähnlich einer deutschen Verwaltungsgemeinschaft).
Der Gemeinderat hat 25 Mitglieder.
- Mit den Gemeinderats- und Bürgermeisterwahlen in Oberösterreich 1997 hatte der Gemeinderat folgende Verteilung: 15 ÖVP, 5 FPÖ, 3 BI und 2 SPÖ.
- Mit den Gemeinderats- und Bürgermeisterwahlen in Oberösterreich 2003 hatte der Gemeinderat folgende Verteilung: 17 ÖVP, 4 SPÖ, 2 BI und 2 FPÖ.
- Mit den Gemeinderats- und Bürgermeisterwahlen in Oberösterreich 2009 hatte der Gemeinderat folgende Verteilung: 18 ÖVP, 3 SPÖ, 2 FPÖ und 2 BI.
- Mit den Gemeinderats- und Bürgermeisterwahlen in Oberösterreich 2015 hatte der Gemeinderat folgende Verteilung: 15 ÖVP, 6 FPÖ und 4 SPÖ.
- Mit den Gemeinderats- und Bürgermeisterwahlen in Oberösterreich 2021 hat der Gemeinderat folgende Verteilung: 13 ÖVP, 4 SPÖ, 4 GRÜNE, 3 FPÖ und 1 NEOS.[11]

### Bürgermeister
Bürgermeister seit 1850 waren:
- 1850–1858 Wolfgang Hafner
- 1858–1861 Josef Wehenauer
- 1861–1864 Josef Klaushofer
- 1864–1867 Johann Schmidhuber
- 1867–1870 Andrä Edtmair
- 1870–1873 Josef Buchschartner
- 1873–1876 Josef Klaushofer
- 1876–1879 Josef Brichthauser
- 1879–1882 Franz (Georg?) Schwaighofer
- 1882–1885 Josef Eder
- 1885–1894 Franz Wendtner
- 1894–1897 Martin Fischhofer
- 1897–1900 Michael Schweighofer
- 1900–1903 Johann Schwertl
- 1903–1906 Josef Mühlbacher
- 1906–1909 Mathias Schweitzer
- 1909–1912 Josef Landauer
- 1912–1919 Anton Wesenauer
- 1919–1929 Josef Mayerhofer
- 1929–1935 Josef Mayrhofer
- 1935–1936 Karl Stabauer
- 1936–1942 Josef Mühlbacher
- 1942–1945 Georg Pimwinkler
- 1945–1955 Josef Mühlbacher
- 1955–1967 Johann Schafleitner
- 1967–1971 Franz Mayrhofer
- 1971–1985 Johann Pöllmann
- 1985–1997 Josef Schafleitner
- 1997–2015 Matthias Reindl (ÖVP)
- seit 2015 Johann Dittlbacher (ÖVP)

### Wappen
Blasonierung:
„Geteilt durch einen blauen, oben golden gesäumten Balken, darin ein silberner Einbaum; oben in Grün eine silberne, dreifach gebogene, gestürzte Spitze, unten in Gold eine blaue, steigende Spitze.“
Die Gemeindefarben sind Gelb-Blau-Weiß.
Das Gemeindewappen wurde 1985 verliehen. Das obere Drittel verweist auf die Lage der Gemeinde im Tal der Zeller Ache, das vom Kolomannsberg im Westen und vom Lackenberg im Osten begrenzt wird und erklärt damit auch den Ortsnamen.
Die beiden blauen Felder stehen für den Mondsee und den Irrsee, die die südliche bzw. nördliche Gemeindegrenze bilden. Der typische Mondseer Einbaum wurde schon in der Jungsteinzeit am Mondsee verwendet und hat sich bis heute erhalten.